# Frederikshavn
Frederikshavn és una ciutat danesa situada al nord-est de l'illa de Vendsyssel-Thy. És la capital del del municipi de Frederikshavn que forma part de la regió de Nordjylland, ambdós creats l'1 de gener del 2007 com a part d'una reforma territorial. El seu nom significa, literalment, port de Frederik, en referència al rei Frederic VI de Dinamarca, anteriorment s'havia anomenat Fladstrand i va canviar el seu nom en rebre el títol de ciutat el 1818.

## Història
La zona que ocupa la ciutat de Frederikshavn ha estat habitada durant milers d'anys, el que es verifica a través de les restes arqueològiques trobades que van del Neolític fins als vikings. Al voltant de la ciutat hi ha vestigis en forma de túmuls funeraris, dolmens i tombes de l'edat de pedra i de l'edat del ferro.
La posició de Frederikshavn ofereix unes condicions favorables per a la comunicació marítima gràcies al seu port natural situat a sotavent de l'arxipèlag de les illes Hirsholmene i Deget, una barrera de petits esculls i la seva proximitat a Suècia i Noruega i això ha tingut una gran importància en seva la història econòmica, política i militar. A la Segona Guerra Mundial, durant l'ocupació nazi de Dinamarca, la ciutat va formar part del mur atlàntic, un sistema de fortificacions al llarg de la costa des de França a Noruega, i tenia la condició de la zona de defensa, Verteidigungsbereich. Només hi havia quatre zones més al país amb aquest estatus l'ocupació, les altres tres van ser Hanstholm, Esbjerg i Aalborg.
El port ha estat tradicionalment el centre econòmic de la ciutat, gràcies a la pesca i les drassanes. Però després de la crisi que va afectar partir de la dècada del 1980 tant les captures de peix com a la construcció naval ha fet que la ciutat miri de dedicar-se a altres activitats com el turisme o els negocis, apostant per inversions en la construcció i en activitats de formació professional per a assegurar el futur.

## Transport i comunicacions
Frederikshavn té connexions de transbordador amb Noruega (Oslo) i Suècia (Göteborg), diverses vegades al dia. També hi ha Un servei de transbordador amb l'illa de Læsø al Kattegat. L'aeroport d'Aalborg és a uns 30 minuts en cotxe. I hi ha línies de ferrocarril, servides amb trens de la companyia Danske Statsbaner, que connecten la ciutat amb el nord (Skagen), amb ciutats de Jutlàndia com Aalborg o Århus i amb la capital Copenhaguen.

## Ports
Frederikshavn és una important ciutat portuària i compta amb diversos ports (de nord a sud):
- Rønnerhavn: nàutica recreativa, vaixells de pesca
- Nordre Skanse Havn: port de vela lleugera
- Frederikshavn Havn: port comercial
- Flådestation Frederikshavn: vaixells de guerra, vaixells trencaglaç, iot reial i vaixells de pràctiques
- Søsportshavn: nàutica recreativa, i cases flotants
- Neppens Havn: vela lleugera

## Ciutats agermanades
Frederikshavn té establertes relacions internacionals amb les següents ciutats: (venskabsbyer):
- Borlänge, Suècia
- Bremerhaven, Alemanya
- Paamiut, Groenlàndia
- Larvik, Noruega
- North Tyneside, Regne Unit
- Riga, Letònia
- Rovaniemi, Finlàndia
- Vestmannaeyjar, Islàndia